# Mediastino medio
Il mediastino medio è un compartimento anatomico del torace compreso tra due piani verticali:
- Il piano verticale anteriore è tangente al foglietto pericardico parietale che riveste la superficie sterno-costale del cuore
- Il piano verticale posteriore è tangente al foglietto pericardico parietale che riveste la base del cuore

I piani si continuano in alto lambendo anteriormente la superficie radice dell'aorta ascendente e della vena cava superiore e posteriormente la superficie dei bronchi principali e della biforcazione tracheale.

## Limiti anatomici
A differenza del mediastino anteriore e del mediastino posteriore, il mediastino medio non ha limiti imposti da strutture anatomiche come la parete toracica. Ciò comporta la difficoltà di definire limiti che caratterizzino il mediastino medio come entità anatomica. Tuttavia tracciarne i limiti in base a un criterio anatomico e ad un criterio radiologico. Nel primo caso è possibile considerare il mediastino medio come il compartimento anatomico compreso tra i foglietti parietali del sacco pericardico; il secondo criterio impone l'indagine radiologica attraverso la radiografia del torace in proiezione latero-laterale, metodica che permette di identificare il mediastino medio come il compartimento compreso all'interno della silhouette cardiaca (^ vedi immagine).

## Organi del mediastino medio
Il mediastino medio è prevalentemente occupato dal cuore e dalla strutture vascolari che lo connettono ai polmoni e al circolo sistemico. Conseguentemente, contiene
- il cuore, il pericardio, le coronarie e i nervi cardiaci
- il tronco polmonare e le radici delle arterie polmonari
- la parte finale delle vene polmonari
- l'aorta ascendente e la parte inferiore dell'arco aortico
- piccola parte della vena cava inferiore
- la vena cava superiore

Altre strutture del mediastino medio sono
- i bronchi principali e la biforcazione tracheale
- linfonodi e strutture linfatiche
- i nervi frenici che decorrono lateralmente al pericardio

Tutti questi organi e strutture sono immersi in una matrice connettivale e adiposa che invade i recessi e gli spazi toracici vicinori.

## Patologia
Il mediastino medio può essere interessato dalla diffusione di tutti i processi patologici che interessano i numerosi organi contenuti. Processi infiammatori tipici sono le mediastiniti, che possono derivare da pleuriti e pericarditi o da ascessi e flemmoni del distretto cervicale
. Le linfoadenopatie secondarie a neoplasie polmonari o processi infiammatori del polmone possono interessare il mediastino medio in misura variabile in base al processo patologico sottostante. Il mediastino medio è anche sede di patologie cistiche e neoplastiche quali il linfoma, le cisti broncogene, le cisti celomatiche pleuropericardiche, il paraganglioma non secernente, il feocromocitoma, le cisti del dotto toracico, i carcinoidi e la malattia di Castleman.

## Galleria d'immagini

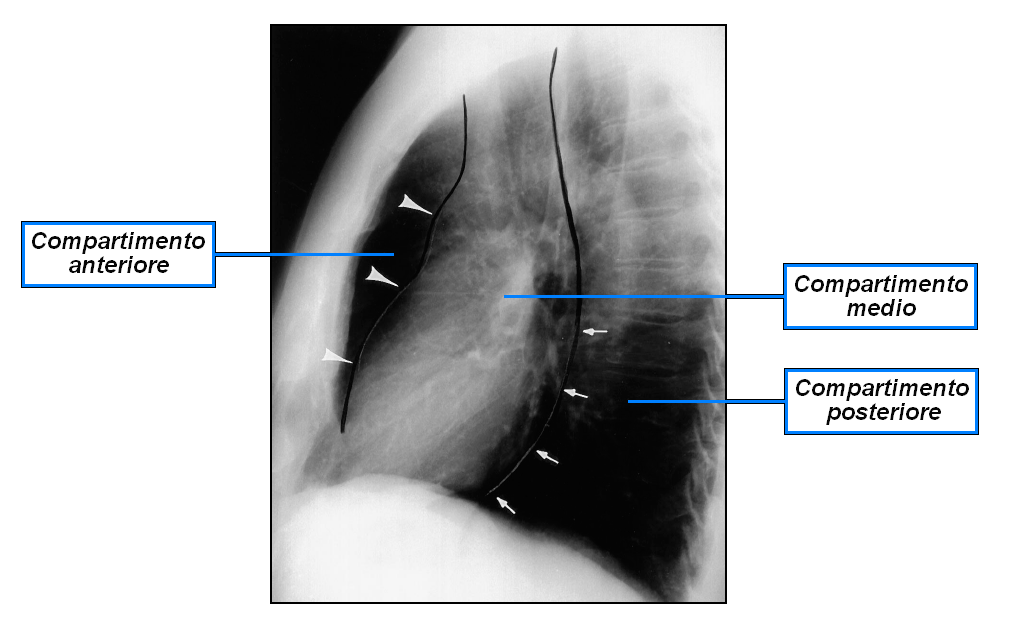
Radiografia del torace in proiezione latero-laterale. Sono visibili ed indicati i diversi compartimenti mediastinivi
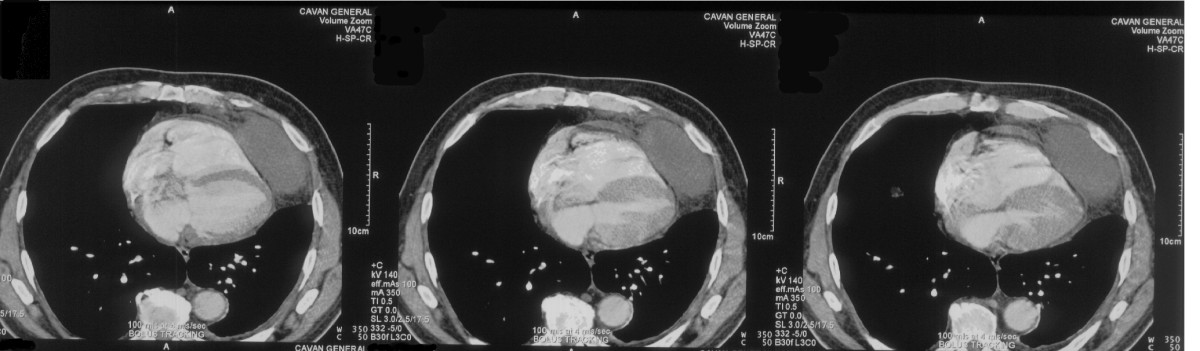
Immagine TAC di voluminosa cisti pericardica